# 绿玻陨石
绿玻陨石(英語：Moldavite)，又称为捷克陨石，是一种橄榄绿色或暗绿色的玻璃陨石，可能由德国南部的陨石撞击形成，形成时间约为1500万年前。

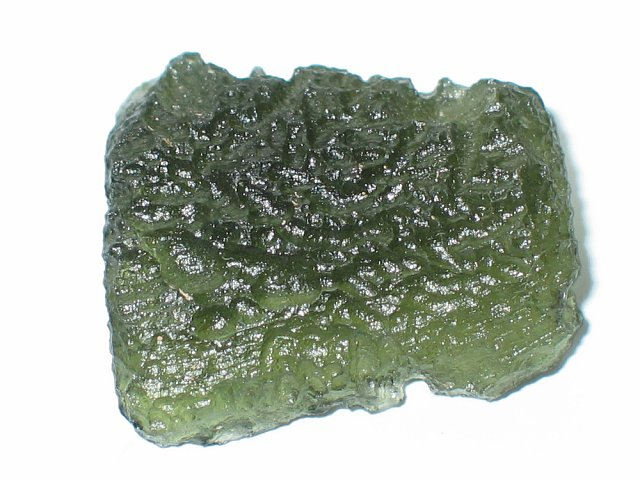
一块绿玻陨石

## 早期研究
綠玻隕石在1786年被發現，於捷克境內的一間大學課程中展示，被認為是一塊天然玻璃，表面獨特的紋理則被認為是由河水沖刷帶來的結果。其後被用作寶石出售。綠玻隕石的英文名字來源於現它被首次發現的地方：位於捷克波希米亞的伏爾塔瓦河。